# Brytyjski rock
Brytyjski rock – mianem tym określa się muzykę powstającą na wyspach o specyficznych cechach. Jest to zdecydowanie gitarowy rock, wykonywany najczęściej przez zespoły. Zaczął się wykształcać w latach 60.-70. XX wieku, głównie poprzez działalność The Beatles. Jednak w swej obecnej formie wykształcił się w pierwszej połowie lat dziewięćdziesiątych, niejako w opozycji do popularnego wówczas amerykańskiego grunge’u. Głównie na skutek działalności takich zespołów jak Blur czy Oasis. Pojęcie to jest bardzo szerokie i obejmuje zarówno takich twórców, jak Fatboy Slim i The Chemical Brothers, których twórczość sięga do techno, jak i The Streets i Gorillaz sięgające do hip-hopu. Jest często mieszaniną różnych stylów, ale zawsze nawiązuje do szeroko rozumianego rocka, jednak najbardziej charakterystyczne jest w tym stylu brzmienie gitar. Brytyjski rock charakteryzuje nastawienie na szerszego odbiorcę przy jednoczesnym zachowaniu wysokiego poziomu. Najbardziej znane zespoły, które można by zaliczyć do tego stylu to: Coldplay, Oasis, Blur, Muse, Radiohead, Led Zeppelin, James (już nie istnieje), Travis, Supergrass, Bloc Party, Editors, Franz Ferdinand, The Dandy Warhols i inne.